# Ceratopteris pteridoides
Ceratopteris pteridoides là một loài thực vật có mạch trong họ Pteridaceae. Loài này được (Hook.) Hieron. mô tả khoa học đầu tiên năm 1905.

## Phân bố - Đặc điểm - Sử dụng
Xem bài chi tiết: Chi Cần trôi